# Dave Nachmanoff
Dave Nachmanoff (Davis, Californië, 23 juli 1964) is een Amerikaans singer-songwriter, gitarist en filosoof.

## Levensloop
Nachmanoff studeerde af aan de universiteit in muziek en filosofie. Direct na zijn afstuderen richtte hij zich volledig op de muziek. Dr Dave, zoals hij wordt genoemd, bracht zijn eerste soloalbum uit in 1997.
Nachmanoff treedt regelmatig in Amerika op. Buiten Amerika gaat hij op tournee als begeleidend gitarist van Al Stewart.

## Discografie

### Albums
- Time Before the Fall (2006)
- Threads of Time (Troubador Records, 2004)
- Another Big Day (Naked Goose Records, 2002)
- Holy Smokes! Ice Cream for Breakfast (Troubador Records 2002)
- A Certain Distance (Troubador Records, 2000)
- Snapshots (Troubador Records, 1998)
- Candy Shower (Troubador Records, 1997)
- Dweller on the Threshold (Troubador Records, 1994)